# Ray Anthony Plays Steve Allen
Ray Anthony Plays Steve Allen è un album di Ray Anthony, pubblicato dalla Capitol Records nel 1958.

## Tracce
Brani composti da Steve Allen, eccetto dove indicato.
Lato A
1. A Lavender Mood – 2:46 – Registrato il 5 giugno 1958 al Capitol Tower Studios di Hollywood, California
2. Baby But You Did – 2:48 – Registrato il 5 giugno 1958 al Capitol Tower Studios di Hollywood, California
3. Indubitably – 3:35 – Registrato il 5 giugno 1958 al Capitol Tower Studios di Hollywood, California
4. Every Dog Has His Day – 2:33 – Registrato il 5 giugno 1958 al Capitol Tower Studios di Hollywood, California
5. You're the One for Me – 2:32 – Registrato il 5 giugno 1958 al Capitol Tower Studios di Hollywood, California
6. You Gotta Get Lucky Sometime – 2:02 (Steve Allen, Johnny Burke) – Registrato il 26 giugno 1958 al Capitol Tower Studios di Hollywood, California

Durata totale: 16:16
Lato B
1. South Dakota – 2:46 – Registrato il 5 giugno 1958 al Capitol Tower Studios di Hollywood, California
2. Why Should I Worry? – 2:39 (Steve Allen, Sammy Cahn) – Registrato il 26 giugno 1958 al Capitol Tower Studios di Hollywood, California
3. Why Don't You Want to Come Home – 2:32 – Registrato il 26 giugno 1958 al Capitol Tower Studios di Hollywood, California
4. Mr. Moon – 2:47 – Registrato il 26 giugno 1958 al Capitol Tower Studios di Hollywood, California
5. This May Be the Time – 2:42 – Registrato il 26 giugno 1958 al Capitol Tower Studios di Hollywood, California
6. Roll 'Em Around – 2:51 – Registrato il 26 giugno 1958 al Capitol Tower Studios di Hollywood, California

Durata totale: 16:17

## Musicisti
- Ray Anthony - tromba
- Pete Candoli - tromba
- Gene Duermeyer - tromba
- Conrad Gozzo - tromba
- Frank Lane - trombone
- Lew McCreary - trombone
- Tommy Pederson - trombone
- Skeets Herfurt - sassofono alto, clarinetto
- Ronnie Lang - sassofono alto, clarinetto
- Bob Hardaway - sassofono tenore
- Plas Johnson - sassofono tenore
- Med Flory - sassofono baritono
- John Bannister - pianoforte
- Bobby Gibbons - chitarra
- Don Simpson - contrabbasso
- Alvin Stoller - batteria
- Sconosciuto - arrangiamenti